# Matrimonial Chaos
Matrimonial Chaos (Hangul: 최고의 이혼; Hanja: 優雅한 家; RR: Choegoui Ihon, también conocida como Best Divorce), es una serie de televisión surcoreana transmitida del 8 de octubre de 2018 hasta el 27 de noviembre de 2018, a través de KBS2.
La serie es un remake de la serie de televisión japonesa "Saikou no Rikon" de Yuji Sakamoto.

## Sinopsis
La serie explora los diferentes pensamientos de hombres y mujeres en sus treinta sobre el amor, el matrimonio y la familia en una era moderna cuando el divorcio es más común.
Jo Seok-moo es un hombre que se graduó de una prestigiosa universidad, sin embargo en lugar de encontrar un trabajo tradicional decide seguir su sueño de convertirse en músico. En cambio, Seok-moo no logra convertirse en músico y debido a su avanzada edad, no puede encontrar un trabajo decente, por lo que termina trabajando en una empresa de servicios de seguridad.
Ahí conoce a Kang Hwi-roo y la pareja se enamora y se casa, sin embargo después de 3 años, Seok-moo le pide el divorcio, ya que cree que no tienen mucho en común. El tiene una personalidad obstinada y disfruta pasar el tiempo sólo, mientras que Hwi-roo es una persona tranquila y con una personalidad positiva. La pareja se separa, pero no les dicen a sus familias que se han divorciado y deciden vivir juntos por el momento.
Mientras tanto aparece otra pareja de casados, Jin Yoo-young y Lee Jang-hyun. Yoo-young es el primer amor de Seok-moo.
Tiempo después, Seok-moo lamenta haber lastimado a Hwi-roo, mientras que ella luchaba para esconder sus sentimientos, ya que todavía está enamorada de él.

## Reparto

### Personajes principales[8][9]
| Actor                           | Personaje     | N.º de episodios | Notas |
| ------------------------------- | ------------- | ---------------- | --- |
| Cha Tae-hyun Seol Woo-hyung     | Jo Seok-moo   | 32               | Es un hombre de 36 años de edad sensible, difícil de complacer y obstinado. Disfruta pasar tiempo sólo y odia estar en lugares abarrotados. Ama leer a Dostoievski y ver películas clásicas europeas. Es un fanático de la limpieza y no soporta las reuniones de su trabajo. Está casado con Kang Hwi-roo, a quien le pide el divorcio cuando se da cuenta de que son polos opuestos. A pesar de todo, Seok-moo considera que Hwi-roo le da una sensación de tranquilidad, ya que es una persona muy comprensiva. Más tarde se da cuenta de que sigue amando a Hwi-roo y la pareja se reconcilia.                             |
| Bae Doona Song Ji-woo           | Kang Hwi-roo  | 32               | Es una mujer valiente de 35 años despreocupada y positiva, por lo que siempre lleva una sonrisa en su rostro. Dirige una casa de huéspedes en el segundo piso de su casa y trabaja como asistente de maestra de educaicón física. A pesar de ser una mujer tranquila en ocasiones puede llegar a ser entrometida, desordenada y torpe. Está casada con Jo Seok-moo, sin embargo luego de un tiempo casados, él le pide el divorcio. Más tarde la pareja se reconcilia y comienzan a salir. |
| Lee El Hong Jung-min Kim Ga-eul | Jin Yoo-young | 32               | Es una mujer que a pesar de parecer introvertida, en realidad es una persona directa que sabe cómo defender su posición. Sufrió durante su infancia, debido a que su padre engaño a su madre. Aunque fue novia de Jo Seok-moo en la universidad, cuando conoce a Kang Hwi-roo se hacen buenas amigas. Está casada con Lee Jang-hyun, sin embargo cuando descubre que la está engañando, se separan. Poco después cuando se entera de que están esperando un bebé, decide ocultárselo. A pesar de separarse, Jang-hyun se da cuenta de que la sigue amando, por lo que se reconcilian y se casan, poco después tienen una hija. |
| Son Seok-koo                    | Lee Jang-hyun | 32               | Es un hombre de espíritu libre de 36 años de edad, carismático que a pesar de ser aparentemente amado por muchas mujeres, en realidad se siente siempre solo. Es difícil comprender lo que está pensando o si está pensando algo en absoluto. Es instructor de arte y es popular entre sus estudiantes. Está casado con Yoo-young, sin embargo cuando ella descubre que la engaña, se separan. Inmediatamente se da cuenta de su error y de que ama a Yoo-young, por lo que le pide otra oportunidad. Después de un tiempo se reconcilian y se casan, y poco después tienen una hija.                                          |

### Personajes secundarios
| Actor                     | Personaje                | N.º de episodios | Notas                                                                                               |
| ------------------------- | ------------------------ | ---------------- | --------------------------------------------------------------------------------------------------- |
| Moon Sook                 | Go Mi-sook               | -                | Es la abuela de Jo Seok-moo.                                                                        |
| Choi Jung-woo             | Jo Goo-ho                | -                | Es el padre de Jo Seok-moo.                                                                         |
| Nam Ki-ae                 | Baek Mi-yeon             | -                | Es la madre de Jo Seok-moo.                                                                         |
| Yoon Hye-kyung Won Ji-woo | Jo Seok-young            | -                | Es la hermana mayor de Jo Seok-moo.                                                                 |
| Jung Ji-soon              | Go Myung-geun            | -                | Es el esposo de Jo Seok-young.                                                                      |
| Go Jae-won                | Go Sung-bin              | -                | Es el pequeño hijo de Jo Seok-young y Go Myung-geun.                                                |
| Yoo Hyung-kwan            | Kang Chu-wol             | -                | Es el padre de Kang Hwi-roo.                                                                        |
| Hwang Jung-min            | Lee Jong-hee             | -                | Es la madre de Kang Hwi-roo.                                                                        |
| Kim Hye-jun               | Kang Ma-roo              | -                | Es la hermana menor de Kang Hwi-roo.                                                                |
| Wi Ha-joon                | Kim Shi-ho               | -                | Es el amigo de Kang Hwi-roo, de quien está enamorado.                                               |
| Ha Yoon-kyung             | Jo Soo-kyung             | -                | |
| Kim Chae-eun              | Song Mi-ri               | -                | |
| Song Ji-ho                | Nam Dong-goo             | -                | [ 14 ]                                                                                              |
| Kim Ga-ran                | Na-kyung                 | -                | |
| Shin Sung-min             | Baek Chan-jin / Min-seop | -                | |
| Lee Jong-hyuk             | Oh Ki-wan                | -                | Es un editor que está interesado en Kang Hwi-roo.                                                   |
| Seo Yoon-ah               | Song Eun-ju              | -                | Es la amante de Lee Jang-hyun, a quien deja cuando se da cuenta de que en realidad ama a su esposa. |
| Choi Woo-ri               | Yoo Ji-hyun              | -                | |

### Otros personajes
| Actor                               | Personaje    | Episodio(s) donde apareció | Notas                                      |
| ----------------------------------- | ------------ | -------------------------- | ------------------------------------------ |
| Joey Albright                       | Joe          | 1                          |                                            |
| Carson Allen                        | -            | 1                          | Es la esposa de Joe.                       |
| Jung Ji-ho                          | -            | 1                          | Es un cliente molesto de Jo Seok-moo.      |
| Kim Joo-ah                          | -            | -                          | Es la directora de la guardería.           |
| Seo Hye-jin Seo Joo-ah Gil Hae-yeon | -            | - 30-31                    | Es la madre de Jin Yoo-young.              |
| Yoon-geum Seon-ah                   | -            | -                          | Es la hermana menor de Jin Yoo-young.      |
| Im Kang-sung                        | -            | 4                          | Es el jefe de departamento.                |
| Son Dong-hwa                        | -            | 9                          | Es un joven en el bar de karaoke.          |
| Kim Jun-pyo                         | -            | 9                          | Es un joven en el bar de karaoke.          |
| Ok Joo-ri                           | -            | 13                         | Es la dueña del puesto en el mercado.      |
| Shim Eun-woo                        | So Se-jin    | -                          | Es el primer amor de Lee Jang-hyun.        |
| Kim Ha-eun                          | -            | -                          |                                            |
| Gam So-hyun                         | Kim Yan-ho   | -                          | Es la pequeña hermana de Kim Shi-ho.       |
| Jung Chan-hoon                      | Kim Kyung-ho | -                          | Es el hermano de Kim Shi-ho.               |
| Keum Dong-hyun                      | -            | -                          | Es el tío de Kang Hwi-roo.                 |
| Ji Sung-geun                        | -            | -                          | Es el tío de Kang Hwi-roo.                 |
| Kim Dong-ha                         | -            | -                          | Es el dueño del restaurante.               |
| Jung Hyun-seok                      | -            | 13                         | Es un invitado en la cena.                 |
| Lee Chae-min                        | -            | 13                         | Es una invitada en la cena.                |
| Kim Hyun-kyoon                      | -            | 18                         | Es un hombre en el bar.                    |
| Park Ki-ryung                       | -            | 19                         | Es un editor.                              |
| In Sung-ho                          | -            | 19                         | Es el dueño del salón de música.           |
| Park Choong-seon                    | -            | -                          | Es un hombre divorciándose.                |
| Yang Jo-ah                          | -            | -                          | Es la amiga de Kang Hwi-roo.               |
| Lee Seung-hyung                     | -            | -                          | Es un compañero de trabajo de Jo Seok-moo. |
| Nam Jung-hee                        | -            | -                          | Es una clienta del "Tea Cafe".             |
| Lee Young-jin                       | Jang Se-jin  | -                          |                                            |
| Oh Yoo-mi                           | -            | -                          |                                            |
| Kim Si-ha                           | -            | 15, 26                     |                                            |
| Jang Yu-bin                         | -            | -                          |                                            |
| Lee Woon-san                        | -            | -                          | Es un exnovio.                             |
| Park Eun-woo                        | -            | -                          |                                            |
| Han Sang-gil                        | -            | -                          |                                            |

## Episodios
La serie estuvo conformada por treinta y dos episodios, los cuales fueron emitidos todos los lunes y martes (2 episodios seguidos) a las 22:00 (KST).
El 12 de noviembre de 2018 el drama no salió al aire debido a la transmisión de un juego de béisbol, por lo que su emisión fue corrida para el día siguiente.

### Ratings
Los números en color rojo indican las calificaciones más bajas, mientras que los números en azul indican las calificaciones más altas.
| Episodio | Fecha de emisión        | Participación promedio de audiencia | Participación promedio de audiencia |
| Episodio | Fecha de emisión        | TNmS                                | AGB Nielsen                         |
| Episodio | Fecha de emisión        | Nacional                            | Nacional                            |
| -------- | ----------------------- | ----------------------------------- | ----------------------------------- |
| 1        | 8 de octubre de 2018    | N/A                                 | 3.2% (NR)                           |
| 2        | 8 de octubre de 2018    | N/A                                 | 4.0% (NR)                           |
| 3        | 9 de octubre de 2018    | 3.3% (NR)                           | 2.9% (NR)                           |
| 4        | 9 de octubre de 2018    | 4.0% (NR)                           | 3.9% (NR)                           |
| 5        | 15 de octubre de 2018   | 2.9% (NR)                           | 2.6% (NR)                           |
| 6        | 15 de octubre de 2018   | 3.1% (NR)                           | 3.8% (NR)                           |
| 7        | 16 de octubre de 2018   | N/A                                 | 2.6% (NR)                           |
| 8        | 16 de octubre de 2018   | N/A                                 | 3.7% (NR)                           |
| 9        | 22 de octubre de 2018   | N/A                                 | 3.3% (NR)                           |
| 10       | 22 de octubre de 2018   | N/A                                 | 4.0% (NR)                           |
| 11       | 23 de octubre de 2018   | N/A                                 | 3.1% (NR)                           |
| 12       | 23 de octubre de 2018   | N/A                                 | 3.7% (NR)                           |
| 13       | 29 de octubre de 2018   | N/A                                 | 1.9% (NR)                           |
| 14       | 29 de octubre de 2018   | N/A                                 | 2.7% (NR)                           |
| 15       | 30 de octubre de 2018   | N/A                                 | 2.3% (NR)                           |
| 16       | 30 de octubre de 2018   | N/A                                 | 3.1% (NR)                           |
| 17       | 5 de noviembre de 2018  | 3.2% (NR)                           | 2.7% (NR)                           |
| 18       | 5 de noviembre de 2018  | 3.6% (NR)                           | 3.9% (NR)                           |
| 19       | 6 de noviembre de 2018  | 3.0% (NR)                           | 2.7% (NR)                           |
| 20       | 6 de noviembre de 2018  | 3.4% (NR)                           | 3.8% (NR)                           |
| 21       | 13 de noviembre de 2019 | 2.7% (NR)                           | 3.3% (NR)                           |
| 22       | 13 de noviembre de 2019 | 3.2% (NR)                           | 4.1% (NR)                           |
| 23       | 19 de noviembre de 2018 | N/A                                 | 2.9% (NR)                           |
| 24       | 19 de noviembre de 2018 | 2.7% (NR)                           | 4.3% (NR)                           |
| 25       | 20 de noviembre de 2018 | N/A                                 | 3.3% (NR)                           |
| 26       | 20 de noviembre de 2018 | 3.9% (NR)                           | 4.5% (NR)                           |
| 27       | 26 de noviembre de 2018 | 2.5% (NR)                           | 2.2% (NR)                           |
| 28       | 26 de noviembre de 2018 | 2.9% (NR)                           | 3.7% (NR)                           |
| 29       | 27 de noviembre de 2018 | 3.9% (NR)                           | 3.3% (NR)                           |
| 30       | 27 de noviembre de 2018 | 4.7% (NR)                           | 4.0% (NR)                           |
| 31       | 27 de noviembre de 2018 | 4.4% (NR)                           | 4.1% (NR)                           |
| 32       | 27 de noviembre de 2018 | 4.2% (NR)                           | 4.4% (NR)                           |
| Promedio | Promedio                | —                                   | 3.4%                                |

## Música
El OST de la serie está conformado por las siguientes canciones:

### Parte 1
| No. | Intérpretes | Canción                   | Letra        | Música       | Duración |
| --- | ----------- | ------------------------- | ------------ | ------------ | -------- |
| 1   | The Ade     | "Forgotten" (잊혀지는 것) | Kim Chang-gi | Kim Chang-gi | 4:20     |
| 2   |             | "Forgotten" (Ints.)       | -            | Kim Chang-gi | 4:20     |

### Parte 2
| No. | Intérprete | Canción                             | Letra                       | Música        | Duración |
| --- | ---------- | ----------------------------------- | --------------------------- | ------------- | -------- |
| 1   | Wi Ha-joon | "Maybe It's Too Late" (늦은 거겠지) | Park Sung-jin y Kwak Yoo-ni | Park Sung-jin | 4:20     |
| 2   |            | "Maybe It's Too Late" (Ints.)       | -                           | Park Sung-jin | 4:20     |

### Parte 3
| No. | Intérprete | Canción                 | Letra       | Música                    | Duración |
| --- | ---------- | ----------------------- | ----------- | ------------------------- | -------- |
| 1   | J_ust      | "Beautiful Day"         | Zigzag Note | Zigzag Note y No Eun-jong | 3:41     |
| 2   |            | "Beautiful Day" (Ints.) | -           | Zigzag Note y No Eun-jong | 3:41     |

### Parte 4
| No. | Intérprete | Canción                    | Letra                       | Música      | Duración |
| --- | ---------- | -------------------------- | --------------------------- | ----------- | -------- |
| 1   | Tim        | "Hide And Seek" (숨바꼭질) | Lee Shin-sung y Zigzag Note | Zigzag Note | 3:43     |
| 2   |            | "Hide And Seek" (Ints.)    | -                           | Zigzag Note | 3:43     |

### Parte 5
| N.º | Intérpretes | Canción                 | Letra                          | Música                        | Duración |
| --- | ----------- | ----------------------- | ------------------------------ | ----------------------------- | -------- |
| 1   | Apink y BnN | "Wish You Are" (좋겠다) | Zigzag Note y Kang Myeong-shin | Zigzag Note y Kim Myeong-sung | 4:01     |
| 2   |             | "Wish You Are" (Ints.)  | -                              | Zigzag Note y Kim Myeong-sung | 4:01     |

### Parte 6
| N.º | Intérprete   | Canción                   | Letra        | Música         | Duración |
| --- | ------------ | ------------------------- | ------------ | -------------- | -------- |
| 1   | Cha Tae-hyun | "Near Parting" (이별근처) | Shim Hyun-bo | Choi Min-chang | 3:46     |
| 2   |              | "Near Parting" (Ints.)    | -            | Choi Min-chang | 3:46     |

## Premios y nominaciones
| Año  | Categoría                                   | Premio                   | Nominado(s)              | Resultado |
| ---- | ------------------------------------------- | ------------------------ | ------------------------ | --------- |
| 2019 | Mejor actor revelación                      | 55th Baeksang Arts Award | Son Seok-koo             | Nominado  |
| 2018 | Top Excellence Award, Actor                 | 2018 Premios KBS Drama   | Cha Tae-hyun             | Ganó      |
| 2018 | Top Excellence Award, Actress               | 2018 Premios KBS Drama   | Bae Doona                | Nominada  |
| 2018 | Premio a la excelencia, actor en miniserie  | 2018 Premios KBS Drama   | Cha Tae-hyun             | Nominado  |
| 2018 | Premio a la excelencia, actriz en miniserie | 2018 Premios KBS Drama   | Bae Doona                | Nominada  |
| 2018 | Premio a la excelencia, actriz en miniserie | 2018 Premios KBS Drama   | Lee El                   | Nominada  |
| 2018 | Mejor actor revelación                      | 2018 Premios KBS Drama   | Son Seok-koo             | Nominado  |
| 2018 | Mejor pareja                                | 2018 Premios KBS Drama   | Cha Tae-hyun y Bae Doona | Ganaron   |

## Producción
La serie es un remake de la serie de televisión japonesa "Saikou no Rikon" (Matrimonial Chaos) de Yuji Sakamoto transmitida a través de Fuji TV en 2013.
La serie también era conocida como Best Divorce, The Best Divorce y/o The Greatest Divorce.
La dirección estuvo a cargo de Yoo Hyun-ki, quien contó con el guionista Moon Jung-min (문정민). La producción ejecutiva estuvo en manos de Park Sung-hye y Na Jae-wook.
La primera lectura del guion del elenco fue realizada el 23 de julio de 2018 en el edificio anexo de KBS en Corea del Sur.
La serie también contó con el apoyo de las compañías de producción Monster Union y The I Entertainment.